# Lusine Zakarian
Lusine Zakarian (armeană Լուսինե Զաքարյան; născută Svetlana Zakarian, n. 1 iunie 1937, Ahalțihe, Republica Sovietică Socialistă Georgiană – d. 30 decembrie 1992, Erevan, Armenia), a fost o soprană armeană.
Zakarian a crescut în regiunea Samtskhe-Javakheti⁠(d) din sudul Georgiei. În 1952, s-a mutat cu familia ei la Erevan, unde a mers la o școală secundară de muzică. A intrat la Conservatorul Muzical de Stat din Erevan⁠(d) în 1957.
Din 1970 până în 1983, Zakarian a fost solistă la Orchestra Simfonică de Radio și TV a Armeniei. A cântat, de asemenea, în corul Bisericii Apostolice Armene din Catedrala Sfântul Scaun din Ecimiadzin și a predat imnuri spirituale armene vechi de secole, lucru pentru care este celebră în prezent.
Zakarian a fost, de asemenea, cunoscută pentru interpretarea rolurilor din repertoriul internațional de operă, precum și interpretare de muzică armeană tradițională și muzica bisericească.
Deteriorarea sănătății a pus capăt carierei sale artistice. După o perioadă de agravare a bolilor, a murit la 30 decembrie 1992. A fost înmormântată în cimitirul Bisericii Sf. Gayane din Echmiadzin.